# نيكلاس كارلسون
نيكلاس كارلسون (بالسويدية: Nicklas Carlsson)‏ (13 نوفمبر 1979 في السويد - ) هو لاعب كرة قدم سويدي في مركز الدفاع. لعب مع آرهوس جمناستيك فورينينغ وأيك سولنا ونادي برومابويكارنا ونادي غوتبورغ.

## وصلات خارجية
- نيكلاس كارلسون على موقع اتحاد السويد (السويدية)
- نيكلاس كارلسون على موقع قاعدة بيانات كرة القدم.إي يو (الإنجليزية)
- نيكلاس كارلسون على موقع عالم كرة القدم.نت (الإنجليزية)